# Saint-Germain-sur-Ille
Saint-Germain-sur-Ille is een gemeente in het Franse departement Ille-et-Vilaine (regio Bretagne). De plaats maakt deel uit van het arrondissement Rennes. Saint-Germain-sur-Ille telde op 1 januari 2022 1.023 inwoners.
Er is een spoorweghalte Saint-Germain-sur-Ille.

## Geografie
De oppervlakte van Saint-Germain-sur-Ille bedroeg op 1 januari 2022 3,9 vierkante kilometer; de bevolkingsdichtheid was toen 262,3 inwoners per km².

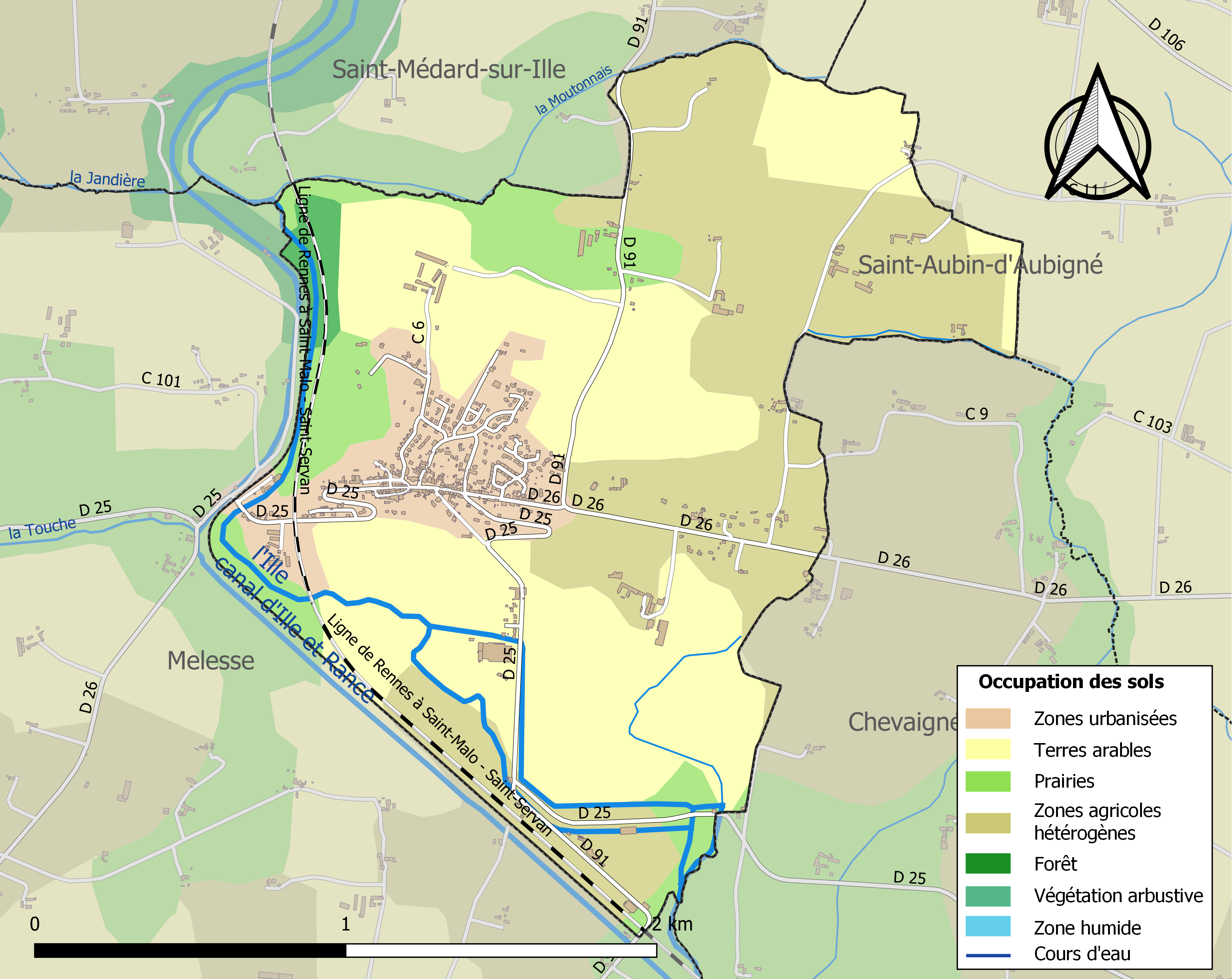
Kaart van de gemeente met belangrijkste infrastructuur, bodemgebruik en omliggende gemeenten

## Demografie
Onderstaande figuur toont het verloop van het inwonertal, bron: INSEE-tellingen. 